# Christian Eduard Langethal
Christian Eduard Langethal (* 6. Januar 1806 in Erfurt; † 28. Juli 1878 in Jena) war ein deutscher Pflanzenbauwissenschaftler, Botaniker und Agrarhistoriker. Sein offizielles botanisches Autorenkürzel lautet „Langeth.“

## Leben und Wirken
Christian Eduard Langethal war der Sohn des Schuhmachermeisters Christoph Heinrich Langethal aus Kranichfeld, der sich nach seinen Wanderjahren in Erfurt niederließ. Seine Mutter starb 1809.
Christian Eduard Langethal ist der jüngere Bruder des Pädagogen Heinrich Langethal. Ein weiterer Bruder, Gottlieb Langenthal, lernte das Schuhmacherhandwerk und arbeitete als Schuhmachermeister in Erfurt. Durch die Vermittlung seines Bruders Heinrich, der eng mit Friedrich Fröbel befreundet war und später als Pädagoge und Lehrer mit diesem zusammenarbeitete, wurde Christian Eduard Langethal ab 1817 Zögling an Fröbels Erziehungsanstalt in Keilhau.
Langethal verließ Keilhau 1827 und ging nach Jena, um Naturwissenschaften zu studieren. Während seines Studiums wurde er 1827 Mitglied der Jenaischen Burschenschaft und 1830 der Burschenschaft Arminia Jena. Als Mitglied der Burschenschaften wurde er in deren Verfolgung verwickelt und deshalb zu einer lebenslangen Haftstrafe verurteilt, aus der er jedoch bereits nach einem Jahr wieder entlassen wurde. Er setzte sein Studium fort und erwarb 1831 den philosophischen Doktorgrad an der Universität Jena. 1835 ging er mit seinem Lehrer, Professor Friedrich Gottlob Schulze, an die kurz zuvor gegründete Landwirtschaftliche Akademie Eldena bei Greifswald und hielt dort Vorlesungen über Naturgeschichte. Im Zuge der Demagogenverfolgung wurde er im Schwarzen Buch der Frankfurter Bundeszentralbehörde (Eintrag Nr. 996) festgehalten.
Gemeinsam mit Schulze kehrte er 1839 an die Universität Jena zurück und wurde zum Professor für landwirtschaftliche Botanik und Pflanzenbau berufen. Langethals Lehrtätigkeit wurde durch seine Schwerhörigkeit stark beeinträchtigt. Umso intensiver betätigte er sich als Fachautor auf den Gebieten der landwirtschaftlichen Botanik und der Agrargeschichte. Sein erfolgreichstes Werk wurde das Lehrbuch der landwirthschaftlichen Pflanzenkunde für praktische Landwirthe und Freunde des Pflanzenreichs. Es ist in mehreren Teilbänden (1841 bis 1845) erschienen und wurde fünfmal aufgelegt, zuletzt 1876 unter dem Titel Handbuch der landwirthschaftlichen Pflanzenkunde und des Pflanzenbaues. Es galt jahrzehntelang als ein Standardwerk für Agrarwissenschaftler, Botaniker und Landwirte. Die fundierte Beschreibung der wichtigsten landwirtschaftlichen Feldfrüchte, der Gemüse- und Arzneipflanzen sowie der zum Bereich der Landwirtschaft gehörenden Obst- und Waldbäume diente nachfolgenden Lehrbuchautoren als Vorbild.
Einen Namen als Agrarhistoriker erwarb sich Langethal mit seiner von 1847 bis 1856 in vier Teilbänden erschienenen Geschichte der deutschen Landwirthschaft. Der vierte Teilband, der den Zeitraum zwischen 1618 und 1800 umfasst, ist besonders für die Frühgeschichte der Pflanzenbauwissenschaft eine wertvolle Informationsquelle. Die Verlagsbuchhandlung Paul Parey in Berlin hat später das Gesamtwerk neu bearbeiten lassen. In der Reihe der „Thaer-Bibliothek“ sind nach 1880 unter dem gleichen Titel weitere Auflagen erschienen.
Langethal war Herausgeber einer verbesserten Ausgabe des Deutschen Obstcabinetts, die zwischen 1853 und 1864 in 65 Lieferungen erschien. Jede Lieferung umfasste die Beschreibung von 10 Obstsorten, die durch aufwendig colorierte Abbildungen ergänzt wurden.

## Hauptwerke
- Lehrbuch der landwirthschaftlichen Pflanzenkunde für praktische Landwirthe und Freunde des Pflanzenreichs, 4 Teilbände, Verlag der Cröker’schen Buchhandlung Jena 1841–1845; 2., 3. und 4. Aufl. ebd. in Teilbänden 1851–1866. – 5. vollst. neu bearb. Aufl. unter dem Titel Handbuch der landwirthschaftlichen Pflanzenkunde und des Pflanzenbaues, 4 Teilbände, Verlagsbuchhandlung Paul Parey, Berlin 1876.
- Die Gewächse des nördlichen Deutschlands nach ihren natürlichen Familien, Standörtern und Stoffen mit einem nach neuen Grundsätzen bearbeiteten Blüthen-Kalender. Für Landwirthe, Forstmänner, Apotheker und alle Freunde des Pflanzenreichs. Verlag Luden, Jena 1843.
- Terminologie der beschreibenden Botanik. Nebst einem lateinisch-deutschen und deutsch-lateinischen Wörterbuche. Verlag Mauke, Jena 1845.
- Geschichte der deutschen Landwirthschaft. 4 Teilbände, Verlag Luden, Jena 1847, 1850, 1854 u. 1856. − Neuauflagen unter dem gleichen Titel, gekürzt und überarbeitet von E. Michelsen und F. Nedderich. Verlagsbuchhandlung Paul Parey, Berlin 2. Aufl. 1882; 3. Aufl. 1890, 4. Aufl. 1902 = Thaer-Bibliothek Bd. 4.
- Beschreibung der Gewächse Deutschlands nach ihren natürlichen Familien und ihrer Bedeutung für die Landwirthschaft. Verlag Mauke, Jena 1858; 2. Aufl. ebd. 1868.
- Deutsches Obstcabinet in naturgetreuen fein colorirten Abbildungen und Fruchtdurchschnitten. Neue Auflage. 65 Lieferungen, Verlag Mauke, Jena 1853–1863.
- Keilhau in seinen Anfängen. Erinnerungen des ältesten Zöglings der Anstalt. Jena 1867. Verlag Friedr. Frommann.